# Први крајишки партизански одред
Први крајишки (Грмечки) НОП одред био је јединица НОВЈ од октобра 1941. до октобра 1942, када је прерастао у 6. крајишку ударну бригаду.

## Увод

### Устанак у Босанској крајини
Устанак у Босанској крајини (на територији НДХ) почео је 27. јула 1941. и до краја августа устаници (већином локално српско становништво, делимично предвођено од локалних чланова КПЈ) су потисли снаге НДХ и ослободили велику територију, са средиштем у ослобођеном Дрвару (тзв. Дрварска република). Победа устаника натерала је власти НДХ да затраже помоћ Италије: ослањајући се на српске избеглице на својој територији и позивајући на мир, гарантујући безбедност и претећи народу репресалијама свуда где наиђу на отпор, италијанске трупе су 10. септембра прешле у наступање према ослобођеној територији. До половине октобра 1941., Италијани су, не наилазећи на отпор, заузели читаву јужну (италијанску) окупациону зону НДХ, продревши дуж друмова у Босански Петровац, Кључ, Сански Мост, Бихаћ, Босанску Крупу, Мркоњић Град, Јајце, Доњи Вакуф, Бугојно, Купрес, Прозор и низ других места, успостављајући свуда своје гарнизоне. То је довело до кризе устанка у Босанској крајини.
Напорима организација КПЈ и војних штабова одржало се језгро партизанских одреда око Дрвара, Босанског Петровца, у Подгрмечу, Јању, Пливи, Кључу и Ливну, док је устанак на Козари (у немачкој окупационој зони) и даље напредовао. Националистичке снаге обезбедиле су доминантан утицај око Босанског Грахова и Гламоча, где су формирани четнички одреди.

### Стварање партизанских одреда
На Саветовању у Столицама (код Крупња), 26. септембра 1941., у присуству делегата из БиХ, одлучено је да се приступи реорганизацији устаничких јединица у читавој земљи: формиран је Врховни штаб НОВЈ са Титом на челу, са потчињеним Главним штабовима у свим покрајинама Југославије; усвојен је заједнички назив "партизани" за све борце у читавој земљи, обавезна црвена петокрака и партизанска заклетва, а основне борбене јединице постали су партизански одреди (састављени од батаљона и чета) са јединственом командом у саставу: командант, политички комесар и њихови заменици.
Одлуке Саветовања у Столицама, које су стигле у Босанску крајину половином октобра 1941., спровођене су у знаку оштре политичке борбе између КПЈ и националиста за превласт у устаничким јединицама. Све јединице у Босанској крајини и средњој Босни обједињене су крајем октобра 1941. у три партизанска одреда: 1. крајишки НОП одред (7 чета) обухватао је крајеве између Уне и Сане, а на југу закључно са Босанским Граховом; 2. крајишки НОП одред (6 чета) крајеве између доњег тока Уне, Сане, Врбаса и линије Приједор-Бањалука; 3. крајишки НОП одред (5 батаљона и више самосталних чета) остали део Босанске крајине и средњу Босну.
У новембру, после саветовања у Главном штабу НОПО БиХ на Романији, којем су присуствовали и представници обласног руководства Босанске крајине, формиран је Оперативни штаб НОВ и ПОЈ за Босанску крајину. У јануару 1942. у три одреда Босанске крајине било је 17 батаљона. Упорна борба водила се против схватања да се остане при ранијим сеоским одредима, да борци буду код својих кућа, а да се скупљају само у случају потребе одбране свога села (ова ситуација сликовито је описана у роману Глуви барут, Бранка Ћопића). Свакодневна борба за увођење војничког живота и реда у устаничким јединицама, непрекидна офанзивна активност и постигнути војни успеси, поред политичке активности комуниста, имали су пресудан значај у изградњи војне организације. Комунисти су радили на објашњавању циљева НОБ, на стварању јединственог система нове народне власти, омладинских и организација жена; на јачању братства Срба, Хрвата и Муслимана и спречавању усташких и (касније) четничких покоља. Ради тога, одржане су крајем 1941. и почетком 1942. окружне и среске конференције КПЈ и војна саветовања на Козари, у Подгрмечу, Крњеуши и Скендер Вакуфу, као и многи зборови са војском и народом. У фебруару 1942. образовани су свуда срески и окружни комитети КПЈ.

### Јачање НОП
У међувремену је учвршћена комунистичка војна организација и елиминисан националистички (четнички) утицај у углу између река Уне и Сане и на Грмечу. Мање четничке групе биле су изоловане и потиснуте, углавном, на територију око италијанских гарнизона. У јануару 1942. партизанске јединице на том подручју почеле су нападе на италијанске трупе. После неколико напада на италијанске колоне, од којих је у Меденом Пољу код Босанског Петровца био најуспешнији, италијански гарнизони изоловани су и блокирани. Почетак борбе са Италијанима означио је коначан прелом устанка у том делу Босанске крајине у корист НОП.
У фебруару 1942. због прилива нових снага формирани су 4. (на подручју Мањаче и средње Босне) и 5. крајишки НОП одред (на простору јужно од Грмеч планине). Почетком марта 1942. партизанске снаге у Босанској крајини и средњој Босни биле су наоружане са 6.500 пушака, 163 пушкомитраљеза, 41 митраљезом, 5 минобацача и 5 топова. Партизани су тада држали простране слободне територије између Уне и Сане, на Козари, око Јајца и у средњој Босни.

## Формирање
Први крајишки НОП одред формиран је крајем октобра 1941. од јединица расформиране Дрварске бригаде.

## Ратни пут

### 1941.
Након формирања Одред је дејствовао на територији између река Сане и Уне и планина Динаре и Шатора. Почетком новембра имао је 7 чета са око 600 бораца, а 13. децембра 8 чета, од којих је до краја јануара 1942. формирано 5 батаљона. Уласком Италијанских трупа на територију Одреда, у октобру 1941, и појавом четника, борбене акције су готово престале. У току наредна 2 месеца извршено је само неколико акција, између осталог уништена су два воза (18. новембра на железничкој станици Ланиште и 4. децембра код Босанског Новог) и заузете две железничке станице (Ланиште-18. нобембра и Мајдан-30. новембра.

### 1942
На војним и партијским конференцијама Одреда и масовним зборовима народа, одржаним новембра и децембра 1941. и јануара 1942, сузбијен је италијанско-четнички утицај и Одред је постепено јачао и повећао борбену активност, па су, у његовом саставу, 22. јануара 1942. образована 3 батаљона. У јануару и фебруару Одред је извршио више напада и диверзија на непријатељске посаде и објекте у долини Уне и Сане и дуж комуникација Бихаћ-Босански Петровац-Дрвар и Босански Петровац-Кључ, од којих се посебно истичу: избацивање из шина два оклопна воза између Бихаћа и Босанског Новог 19. и 20. јануара; заробљавање вода Италијана код села Колунића 23. јануара, разбијање Италијана код села Медног Поља 24. јануара.

### Реорганизација
Приливом нових бораца Одред је знатно нарастао, па је почетком марта по одлуци Обласне конференције КПЈ у Скендер Вакуфу 21-23. фебруара 1942. реорганизован и подељен у два нова одреда. Од Петровачког, Дрварског и Граховског батаљона формиран је 5. крајишки НОПО, док су у 1. крајишком НОПО (који се још називао и Грмечки) остали: 1. батаљон Петар Шкондрић, 2. батаљон, Бравска и Бихаћка чета. Од тада територија одреда обухвата простор између Сане, Уне и гребена планине Грмеч. Средином фебруара 5. крајишки НОПО дао је своју Пролетерску чету (123 борца) која је, заједно са Козарском пролетерском четом и водом Дрварчана, ушла у састав Пролетерског батаљона Босанске крајине. У марту је од дела бораца 1. и 5. крајишког НОПО формиран Ударни батаљон и упућен на територију 4. крајишког НОПО ради борбе против четника. Тада је 1. крајишки НОПО имао 8 чета, са 810 пушака, 16 пушкомитраљеза и 2 митраљеза.
Истакао се у ослобођењу Будимлић-Јапре (14. марта), после чега је главнина Одреда усмерена према доњем току Сане, ради блокаде и притиска на рудник Љубију и Приједор. Разоружавањем појединих четничких група, Одред је спречио нове покушаје ширења утицаја четника на својој територији. Поново је реорганизован 26. марта у 3 батаљона са 10 чета. Значајније акције у мају и првим данима јуна су напади на италијанске трупе приликом њиховог повлачења из Кључа у Босански Петровац 4-12. маја, борбе за ослобођење Приједора и напад његовог Ударног батаљона 11. јуна на јако упориште Сухачу. При стварању 1. крајишке бригаде 21. маја, Одред је за њено формирање дао 2 чете.

### Битка на Козари
За време Козарске офанзиве, ради пружања помоћи окруженом 2. крајишком НОПО, 20. јуна 1942. заузима Босанску Крупу, руши железничку пругу до Босанског Новог и мостове преко Уне у Крупи и Отоци; учествује 26. и 27. јуна у неуспелим нападима на Сански Мост и 7. јула на Босански Нови. Делови Одреда су крајем јула суделовали у борбама за ослобођење Кључа и долине Санице.

### Формирање бригада
Одред је за 2. крајишку бригаду, 2. августа 1942., дао ударни батаљон. Последње значајније борбе водио је око Кључа, а 14. октобра 1942. са 1.460. бораца прерастао је у 6. крајишку ударну бригаду.